# .gq
gq. هو امتداد خاص بالعناوين الإلكترونية (نطاق) domain للمواقع التي تنتمي إلى غينيا الاستوائية.